# Brit Awards 1993
13. ceremonia rozdania BRIT Awards, prestiżowych nagród wręczanych przez Brytyjski Przemysł Fonograficzny odbyła się 16 lutego 1993 roku. Wydarzenie to miało miejsce w Alexandra Palace w Londynie w Wielkiej Brytanii.

## Nominacje i zwycięzcy[2]
| Brytyjski album roku | Producent roku |
| --- | --- |
| - Annie Lennox – Diva - Elton John – The One - Genesis – We Can’t Dance - The Orb – U.F.Orb - Right Said Fred – Up - Shakespears Sister – Hormonally Yours                   | - Peter Gabriel - Paul Oakenfold i Steve Osborne - Pete Waterman - Stephen Lipson - Trevor Horn                                                                             |
| Brytyjski utwór roku | Brytyjski teledysk roku |
| - Take That – „Could It Be Magic” - Shakespears Sister – „Stay” - Take That – „It Only Takes a Minute” - Take That – „A Million Love Songs” - Wet Wet Wet – „Goodnight Girl” | - Shakespears Sister – „Stay” - Annie Lennox – „Walking on Broken Glass” - Erasure – „Take a Chance on Me” - Genesis – „Jesus He Knows Me” - Simply Red – „For Your Babies” |
| Najlepszy brytyjski artysta | Najlepsza brytyjska artystka |
| - Mick Hucknall - Elton John - Eric Clapton - George Michael - Joe Cocker - Phil Collins                                                                                     | - Annie Lennox - Kate Bush - Lisa Stansfield - Siobhan Fahey - Tasmin Archer                                                                                                |
| Najlepszy brytyjski zespół | Najlepszy przełomowy wykonawca |
| - Simply Red - The Cure - Erasure - Right Said Fred - Shakespears Sister | - Tasmin Archer - Dina Carroll - KWS - Undercover |
| Najlepszy artysta międzynarodowy | |
| - Prince - Curtis Stigers - Enya - k.d. lang - Madonna - Tori Amos | |
| Najlepszy zespół międzynarodowy | Najlepszy nowy wykonawca międzynarodowy |
| - R.E.M. - Crowded House - En Vogue - Nirvana - U2 | - Nirvana - Arrested Development - Boyz II Men - Curtis Stigers - Tori Amos                                                                                                 |
| Najlepszy kompozytor muzyki poważnej | Najlepsza ścieżka dźwiękowa |
| - Nigel Kennedy - Cecilia Bartoli - Henryk Górecki - John Tavener - Nikolaus Harnoncourt                                                                                     | - Świat Wayne’a - Bugsy - Frankie i Johnny - Hook - Więcej szmalu |